# 金腹鸣鹃鵙
金腹鸣鹃鵙（学名：Lalage aurea）是山椒鸟科鸣鹃鵙属的一种，为印度尼西亚的特有种。其自然栖息地为亚热带或热带的湿润低地森林以及亚热带或热带的红树林。